# Винокуров Дмитро Валерійович
Дмитро́ Вале́рійович Виноку́ров — полковник Збройних сил України, учасник російсько-української війни.

## З життєпису
Нагороду отримав у Головному військово-медичному клінічному центрі «Головний військовий клінічний госпіталь», де лікувався після поранень у боях.
Станом на березень 2017-го — старший викладач, Національний університет оборони України ім. Івана Черняхівського.

## Нагороди
- Орден Богдана Хмельницького III ступеня (26 лютого 2015) — за особисту мужність і героїзм, виявлені у захисті державного суверенітету та територіальної цілісності України, вірність військовій присязі[1]
- Медаль «За поранення» (важке) (29 серпня 2019)[2]